# Augustin de Lestrange
 (décembre 2024).
Si vous disposez d'ouvrages ou d'articles de référence ou si vous connaissez des sites web de qualité traitant du thème abordé ici, merci de compléter l'article en donnant les références utiles à sa vérifiabilité et en les liant à la section « Notes et références ».
Pour les articles homonymes, voir Lestrange (homonymie).
Augustin de Lestrange (1754-1827) est un moine cistercien de l'abbaye de la Trappe.

## Biographie

### Jeunesse et premiers engagements
Né en 1754 dans une famille de la noblesse chevaleresque du Vivarais, Louis-Henri de Lestrange entend d'abord l'appel à être prêtre diocésain. Après des études assez solides pour l'époque au séminaire de Lyon puis à Saint-Sulpice, il est ordonné prêtre en 1778. Malgré des débuts qui laissaient augurer d'une belle carrière ecclésiastique, il entre en 1780 à l'abbaye de la Trappe, de l'ordre de Cîteaux, dans le Perche. Celle-ci, au contraire de la grande majorité des monastères de l'époque, est célèbre pour sa stricte observance de la Règle de saint Benoît, qui est la règle de tous les monastères bénédictins et cisterciens. En effet, elle a été réformée au XVIIe siècle par l'abbé Armand-Jean de Rancé. Louis-Henri de Lestrange y reçoit le nom d'Augustin. Il y fait profession, après un an de noviciat, selon l'usage d'alors. En 1785, il devient confesseur de la communauté et reçoit la charge de maître des novices, c'est-à-dire qu'il est responsable de la formation des nouveaux arrivants, postulants et novices : rôle important dans un monastère.

### Face à la Révolution française
Pendant la Révolution, le père Augustin subit la menace découlant des interdictions et des persécutions religieuses. Il obtient en 1791 la permission de ses supérieurs d'émigrer avec vingt-quatre moines en Suisse, dans le canton de Fribourg : ils s'installent dans l'ancienne chartreuse de la Valsainte. L'information circule en France ; de nombreux religieux et candidats à la vie religieuse tant hommes que femmes rejoignent le groupe.  Les futures moniales trappistines sont installées à Sembrancher. Devant l'afflux de recrues, Dom Augustin envoie des essaims fonder des installations dans toute l'Europe : Westmalle (1793, Belgique), Lulworth (1794, Angleterre) et Darfeld (1795, Westphalie) et même en Amérique (1803). Les troupes révolutionnaires françaises envahissent la Suisse en 1798 : il faut à nouveau fuir. Commence un long périple à travers l'Europe, qui conduit « les trappistes » jusqu'en Russie, dans des conditions difficiles. L'arrivée de Napoléon au pouvoir en France facilite d'abord la vie aux trappistes. En 1811, Dom Augustin oblige l'une de ses maisons-filles à révoquer publiquement le serment de fidélité à l'empereur. Les trappistes sont à nouveau pourchassés à travers le continent. Dom Augustin s'enfuit en Prusse (Königsberg), gagne Lulworth en Angleterre, puis le Nouveau Monde (New-York). À la chute de Napoléon en 1814, il regagne la France. la Valsainte est vendue, les abbayes de la Trappe de Soligny, de Bellefontaine et d'Aiguebelle sont rachetées et reconstruites. Dom Augustin tente sans succès de racheter Cîteaux. Il s'installe à la Trappe.
Dom Augustin de Lestrange avait été élu abbé de la Valsainte en 1794. Il n'obtient pas officiellement le titre d'abbé de la Trappe. Très attaché à l'austérité, il en rajoute : les Règlements de la Valsainte rédigés par lui, sont une règle de vie exigeante, davantage que la règle de saint Benoît, que les coutumes des premiers cisterciens et que celles en usage à la Trappe sous l'abbé de Rancé, un grand réformateur. Les moines se nourrissent seulement de pain et d'eau une grande partie de l'année, dorment très peu. Ils meurent en nombre[réf. nécessaire]. Cette pénitence extrême est contestée. Quand la chute de Napoléon permet aux moines de revenir en France, Augustin de Lestrange n'est plus considéré comme le chef des « trappistes ». Il meurt le 16 juillet 1827 à l'abbaye de Vaise, à Lyon. Malgré ses erreurs et ses excès, il a grandement contribué à la pérennité de la vie monastique en France et au-delà[réf. nécessaire]. En 1892, les trappistes se rassemblent au sein de l’Ordre des cisterciens réformés de Notre-Dame de la Trappe, appelé plus tard Ordre cistercien de la stricte observance. En janvier 2009, les héritiers d'Augustin de Lestrange comptaient 1937 moines et 1799 moniales, dans tous les continents[réf. nécessaire].